# 南西石油

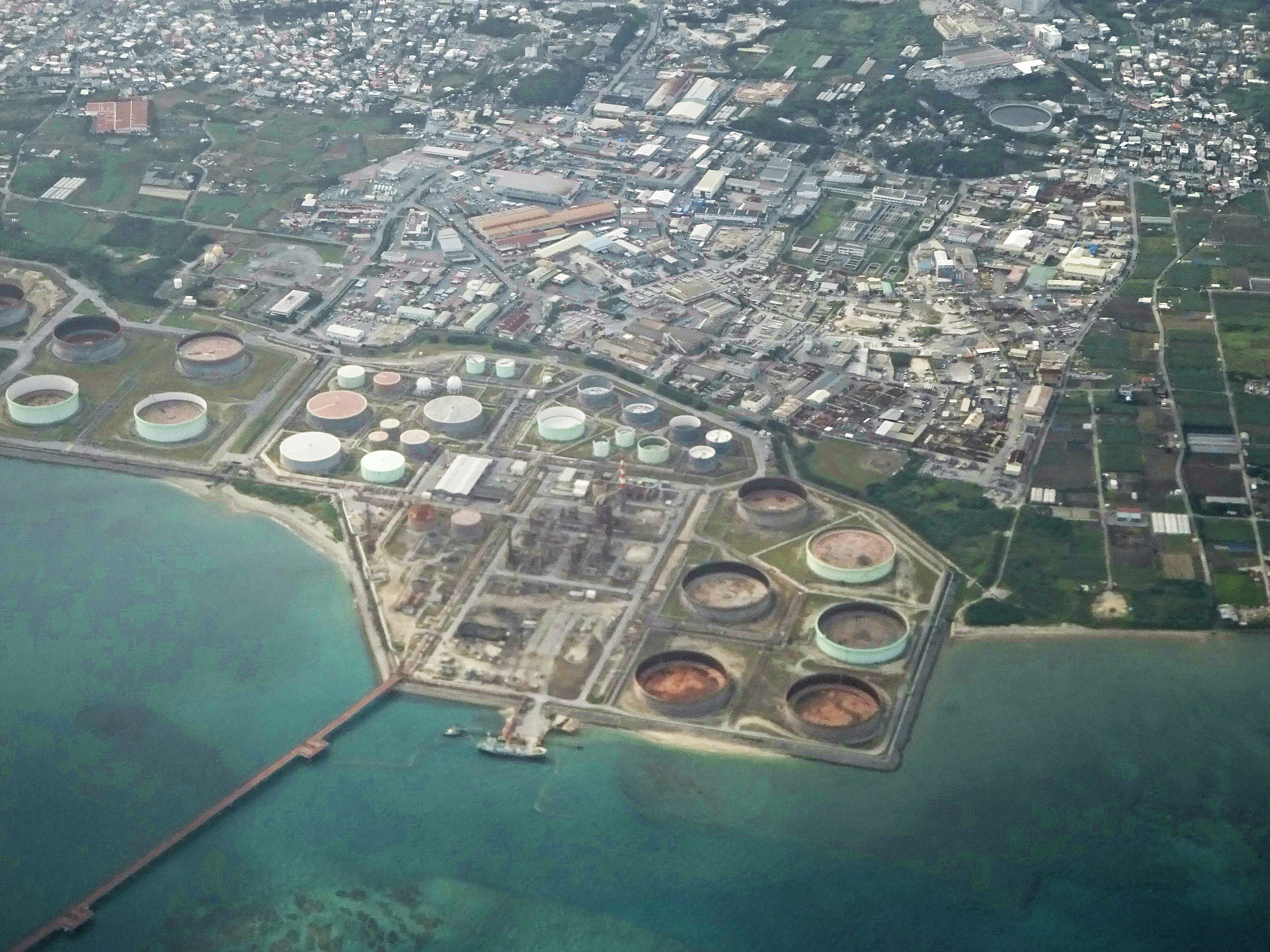
南西石油西原貯留所を空撮（2021年）

南西石油株式会社（なんせいせきゆ、英: Nansei Sekiyu K.K.）は、沖縄県西原町に本拠を置いていた石油タンク運営会社。
かつては沖縄県内の最大手の石油販売企業で、沖縄県内唯一の石油精製所を運営しており、2013年時点においては沖縄県の石油消費量の約6割分を製造していたが、石油精製事業は2015年に、石油販売からも2016年に撤退した。撤退後は、既存石油タンク施設を利用した県外からの石油移入保管を主たる事業としていた。

## 概要
以前は、アメリカのエクソンモービル傘下の東燃ゼネラル石油の子会社（出資比率：東燃ゼネラル石油87.5%、住友商事12.5%）であった。
2006年9月からブラジルの国営石油企業であるペトロブラスが買収の交渉を開始。約1年後の2007年11月10日に両社が合意し、ペトロブラスの子会社であるペトロブラス・インターナショナル・ブラスペトロが全株式を55億円にて買収。2008年4月にはサトウキビを使ったバイオ燃料をブラジルで生産、南西石油のプラントで貯蔵し、日本国内マーケットへ供給すると発表した。また、石油精製量を現在の約3倍に増やすとも発表した。これらの計画は、世界的な景気減速などにより遅れが生じ計画通り進行はしなかったが、2008年度の1日の平均生産量は2007年度に比べて約23%増えており、海外輸出量も増えた。さらに2008年9月には沖縄県内で初めてブラジルへの軽油輸出を行った。
2015年3月のペトロブラスの日本からの撤退に伴い、2015年4月に石油精製を停止、2016年3月には石油製品販売も終了した。
2016年10月18日、太陽石油が当社を約133億円で買収すると発表。2017年1月には太陽石油の傘下となった。施設老朽化のため石油精製は再開せず、石油タンク運営と石油製品の販売を行う。この結果、社員数は2011年2月時点の210人から、2017年には3分の1に激減している。

## 歴史
- 1968年 - エッソスタンダード沖縄株式会社として設立[11]。
- 1972年
  - 1月 - 西原製油所完成、稼働開始。
  - 4月 - 沖縄の日本復帰を機として南西石油株式会社へ商号変更。
- 2006年5月2日 - 22年ぶりに金融業を除く沖縄県内企業売上高ランキング（2005年度）にて、21年連続1位の沖縄電力を抜き、1位を獲得した（この記録は2008年度まで続き、4年連続1位）。
- 2007年11月10日 - ペトロブラスが当社株式を55億円で買収。
- 2008年9月 - ブラジルへ軽油を輸出（ブラジルへの輸出は県内初）。
- 2010年10月 - 住友商事とブラジル国営石油公社ペトロブラス社のオランダ在子会社であるペトロブラス・インターナショナル・ブラスペトロとの間で、住友商事が保有する当社の全株式（12.5％）を売却することで合意。
- 2013年7月1日 - リンコン・シオジロ・イシカワが代表取締役社長に就任[12]。
- 2015年4月 - 石油精製事業を停止[6]。
- 2016年
  - 3月31日 - 石油製品の販売を終了[7]。
  - 6月1日 - エジソン・マサキ・イシクラが代表取締役社長に再就任[13]。
  - 10月17日 - ペトロブラス・インターナショナル・ブラスペトロと太陽石油との間で株式譲渡契約を締結[9]。
  - 12月29日 - 太陽石油が全株式を取得。同社の完全子会社となる。
- 2024年12月1日 - 太陽石油に吸収合併され消滅[14]。

## グリーンベルトプロジェクト
NANSEI GREEN BELT PROJECTは、将来的に南西石油の製油所をグリーンベルトで囲むことを目的とした緑化事業プロジェクトである。
- 2008年9月 - 第1回地域住民との苗づくり（フクギ）開催。
- 2008年11月 - 第2回地域住民との苗づくり（テリハボク）開催。
- 2009年1月 - 第1回植樹祭開催。
- 2009年10月 - 第2回地域住民との苗づくり（アカギ）開催。
- 2009年11月 - 第2回植樹祭開催。
- 2010年10月 - 第3回地域住民との苗づくり（フクギ・テリハボク・クロヨナ・インドシャリンバイ）開催。
- 2011年4月 - 第3回植樹祭開催。
- 2013年1月 - 第4回植樹祭開催。

グリーンベルトのサイト：http://www.nanseigreenbelt.jp/